# Triplocoma polytrichoides
Triplocoma polytrichoides là một loài rêu trong họ Polytrichaceae. Loài này được (R. Br.) Bach. Pyl. mô tả khoa học đầu tiên năm 1814.